# Emblas Saga
Emblas Saga è il secondo album della band svedese Brothers Of Metal.

## Tracce
1. Brood Of The Trickster – 1:56
2. Powersnake – 3:44
3. Hel – 4:40
4. Chain Breaker – 3:53
5. Kaunaz Dagaz (Dawn Of Fire) – 4:14
6. Theft Of The Hammer – 4:10
7. Weaver Of Fate – 4:46
8. Njord – 3:50
9. Emblas Saga – 7:15
10. Brothers Unite – 4:07
11. One – 4:18
12. Ride Of The Valkyries – 3:27
13. To The Skies And Beyond – 4:54